# Sceaux (Yonne)
Sceaux ist eine Ortschaft und eine ehemalige französische Gemeinde mit 112 Einwohnern (Stand: 1. Januar 2022) im Département Yonne in der Region Bourgogne-Franche-Comté (vor 2016 Bourgogne). Sie gehörte zum Arrondissement Avallon und zum Kanton Chablis (bis 2015 Guillon). Die Einwohner werden Séens genannt.
Mit Wirkung vom 1. Januar 2019 wurden die früheren Gemeinden Guillon, Cisery, Sceaux, Trévilly und Vignes zur Commune nouvelle Guillon-Terre-Plaine zusammengeschlossen und haben dort den Status einer Commune déléguée. Der Verwaltungssitz befindet sich im Ort Guillon.

## Geografie
Sceaux liegt etwa 52 Kilometer südöstlich von Auxerre. Umgeben wurde die Gemeinde Sceaux von den Nachbargemeinden Angely im Norden, Montréal im Nordwesten, Trévilly im Osten und Nordosten, Saint-André-en-Terre-Plaine im Südosten, Cussy-les-Forges im Süden, Magny im Südwesten, Sauvigny-le-Bois im Westen sowie Athie im Nordwesten.

## Einwohnerentwicklung
| Jahr                      | 1962 | 1968 | 1975 | 1982 | 1990 | 1999 | 2006 | 2013 |
| ------------------------- | ---- | ---- | ---- | ---- | ---- | ---- | ---- | ---- |
| Einwohner                 | 148  | 144  | 143  | 126  | 154  | 136  | 145  | 130  |
| Quelle: Cassini und INSEE |      |      |      |      |      |      |      |      |

## Sehenswürdigkeiten
- Kirche Saint-Maurice aus dem 12. Jahrhundert
- Kapelle Sainte-Marguerite aus dem 12. Jahrhundert

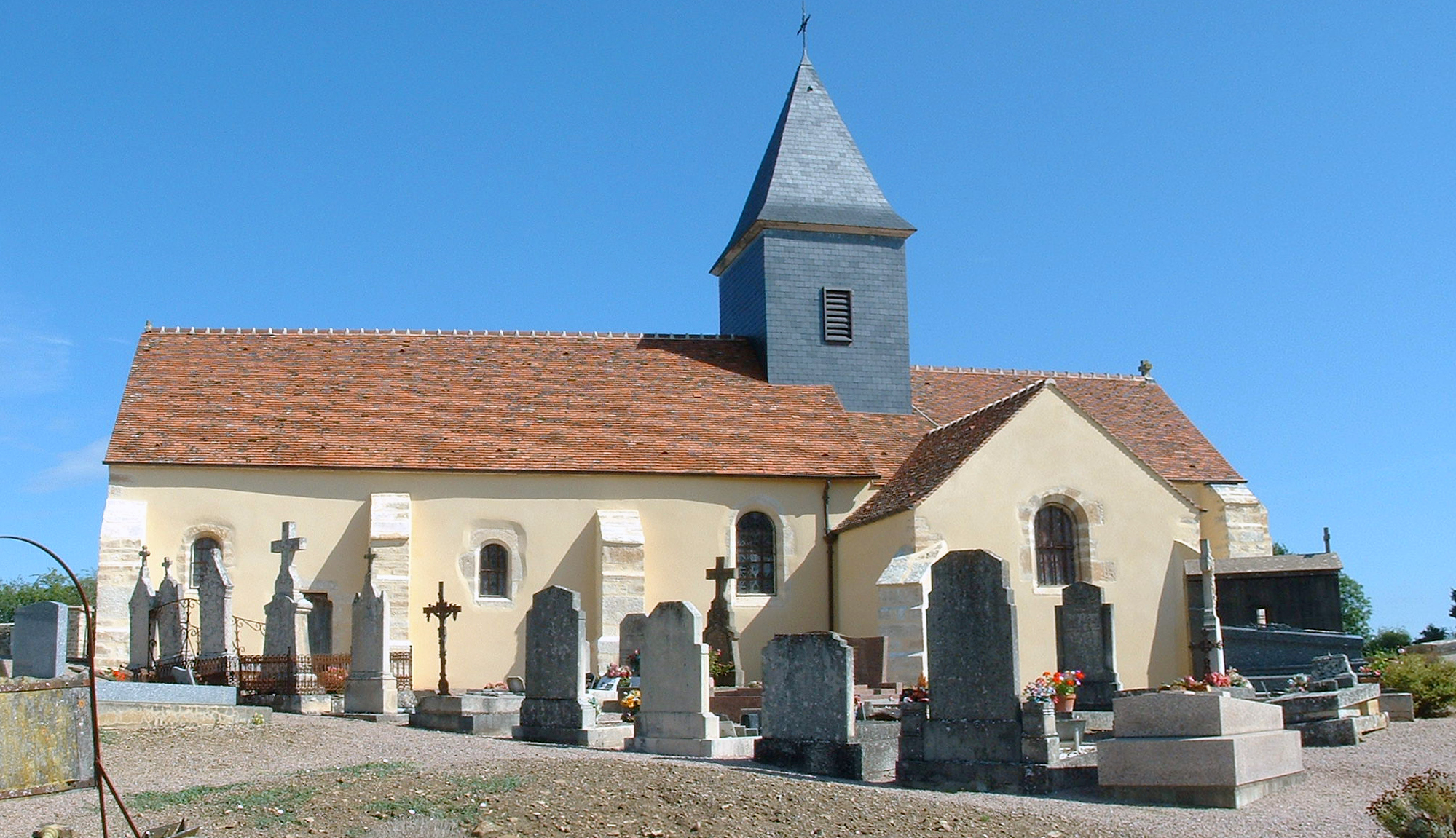
Kirche Saint-Maurice